# خمینیسم
خمینی‌گرایی یا خمینیسم ایدئولوژی‌ای است که بنیان نظام جمهوری اسلامی ایران را نهاد. اوج خمینی‌گرایی، در تفکر روح‌الله خمینی برای جایگزینی شاهنشاهی در ایران با حکومت روحانیون بود. خمینی فقهای اسلامی را نه تنها مرجع دینی مردم دانست؛ بلکه آنان را مرجع سیاسی اعلام کرد و با ربط دادن فرمان‌های روحانیت به دین، اطاعت از آنان را بر مسلمانان، واجب دانست. احکام روحانیت بر پایهٔ خمینیسم حتی بر خود احکام اسلام، برتری گرفتند و در ایران، اجرایی شدند.
وفادار ماندن به خمینیسم حتی پس از مرگ خمینی، به عنوان یک محک و پیش‌نیاز برای سیاست‌مداران ایرانی به کار رفته است. خمینیسم در خارج از ایران نیز نفوذ کرده است و شیعیان عراق و لبنان آن را لمس کرده‌اند. هرچند که بر پایهٔ اعلام امیر طاهری، روزنامه‌نگار و تحلیل‌گر سیاسی، بیشتر مردم عراق خواستار حکومتی خمینی‌گرایانه نیستند. برخی از رسانه‌های عربی اعلام داشته‌اند که خمینی‌گرایی، ایران را به بن‌بست رسانده است.

## نظرات و خصوصیات

### اقتصاد
در زمینهٔ اقتصاد، خمینی به دلیل نبود یا کمبود علاقه و نظرات ضد و نقیض در این زمینه، شناخته می‌شد.

### سیاست

#### دیدگاه توطئه خارجی
خمینی در هنگام فعالیت‌های سیاسی خود، به شکل مذهبی امکان وقوع توطئه‌های بیگانگان و عوامل ایرانی آنان را تبلیغ و گوشزد می‌کرد. باور وی که در میان اقناع سیاسی در ایران رایج است، با تسلط قدرت‌های جهانی بر فضای سیاسی ایران از دویست سال پیش از انقلاب اسلامی بیان می‌شد؛ این تسلط، نخست توسط بریتانیا و روسیه و بعداً توسط ایالات متحده، انجام شد. کودتای ۳ اسفند ۱۲۹۹ نمونه‌ای از میزان تسلط این قدرت‌ها در امور سیاسی ایران بود.
خمینی در سری سخنرانی‌هایش که در آنان بر حاکمیت جهان اسلام (و بر غیر مسلمان) توسط عالمان اسلامی استدلال می‌کرد، ضرورت وجود حکومت دینی را برای غلبه بر توطئه‌های استعمارگران گوشزد می‌کرد؛ از دیدگاه او، اینها مسئول افول تمدن مسلمانان، تحریف دین، نفاق میان ملل، اختلاف میان سنی و شیعه و مسائل میان ستمگران و ستمدیدگان هستند. او باور داشت که قدرت‌های استعمارگر برای تضعیف اسلام اقدام کرده‌اند. وی ملی‌گرایی، سلطنت‌طلبی، سوسیالیسم و لیبرالیسم را نیز هم‌پیمان استعمارگران و دشمن ساختار دینی خود می‌دانست.

وی درمورد حفظ قدرت روحانیت حساسیت ویژه‌ای به خرج می‌داد و در بسیاری از سخنرانی‌ها، به آنان و توطئه علیه روحانیت اشاره داشت:
«قضیه تنباکو در زمان مرحوم میرزا به این‌ها (غربی‌ها) فهماند که با یک فتوای یک آقایی که در یک ده در عراق سکونت دارد یک امپراطوری را شکست داد و سلطان وقت هم با همه کوششی که کرد برای اینکه حفظ بکند آن قرارداد را نتوانست حفظ بکند … اینها فهمیدند باید این قدرت را بگیرند، تا این قدرت زنده است نمی‌گذارد که اینها هر کاری دلشان بخواهد بکنند و دولت‌ها عنان گسیخته باشند و هر طوری دلشان بخواهد عمل بکنند و لهذا با کمال کوشش تبلیغات کردند بر ضد روحانیت.» نمونه‌ای از سخنان خمینی دربارهٔ توطئه علیه روحانیت

### ساختار و کارکرد حکومت
در حالی که خمینی با سیاستی زیرکانه به شدت به حق حکومت «علما» و «بنیان معنوی و ایدئولوژیک» حکومت متمرکز بود، اما در مورد عملکرد واقعی (در عمل) دولت یا «مشخصات» روش مدیریت آن، تأکیدی نداشت. به گفتهٔ برخی از پژوهشگران (قیصری و نصر) خمینی هرگز «تعریفی اصولی از حکومت اسلامی و اقتصاد اسلامی ارائه نداد، هرگز تعریفی ارائه نداد که ساختار و کارکرد حکومت، ابزارهای کنترل، کارکرد اجتماعی، فرایندهای بازرگانی و ارزش‌ها و مرام ساختار انقلابی کشور (که خود رهبرش بود) را تعیین کند.» به گزارش بی‌بی‌سی فارسی، وی هرگز کسب قدرت سیاسی را برای روحانیون، نهی نمی‌کرد. بر همین اساس، خمینی در سال‌های پس از سقوط پهلوی اول، آغاز به گشتن برای یافتن نقش تازه‌ای برای روحانیت در ایران کرد.

پشتیبانی وی از افزایش قدرت روحانیت، در بسیاری از سخنرانی‌هایش به آشکارا دیده می‌شود. او در برخی از سخنرانی‌ها، به اثرگذاری‌های تاریخی روحانیت بر چهره سیاسی ایران اشاره می‌کرد و نقش آنان را برجسته می‌دانست.
«در این جنبشهایی که در این طول زمانی که ما بودیم در آن، یا نزدیک به ما بوده، در این جنبشها کسی که قیام کرده باز از این طبقه (روحانیون) بودند طبقات دیگر هم همراهی کردند لیکن اینها ابتدا شروع کردند. در قضیه تنباکو اینها بودند که به هم زدند اوضاع را، در قضیه مشروطه اینها بودند که جلو افتادند و مردم هم همراهی می‌کردند با آنها، در این قضایای دیگر هم روحانیت با شما همه رفیق بوده است.»

در جای دیگری با تشویق روحانیون به حضور در مجلس: «در جایی که اگر در هر شهری و استانی چند نفر مؤثر افکار، مثل مرحوم مدرس شهید را داشتند، مشروطه به‌طور مشروع و صحیح پیش می‌رفت و قانون اساسی با متمم آن که مرحوم حاج شیخ فضل‌الله در راه آن شهید شد دستخوش افکار غربی و دستخوش تصرفاتی که در آن شد نمی‌گردید.»

### پوپولیسم
برخی پژوهش‌های انجام‌شده، این استدلال را طرح کرده‌اند که «ایده‌ها و جنبش وی (خمینی)» (ایدئولوژی‌ای که در پژوهش «خمینیسم» خوانده شده است) همانندی بسیاری به جنبش‌های پوپولیستی در دیگر کشورها، به ویژه جنبش‌های آمریکای جنوبی مانند ژتولیو وارگاس و خوآن پرون دارد. خمینی نیز مانند آنان، «جنبشی متمکن از طبقه متوسط» را رهبری کرد که «طبقات پایینی جامعه، به ویژه فقیران شهرنشین» را در یک جنبش اعتراضی «رادیکال اما عملی» علیه نظم شاهنشاهی مستقر بسیج کرد. این جریان، با موعظه مذهبی "بازگشت به" ریشه‌های بومی" و نابودی "تفکرات بین‌المللی" همراه شد.

## در رسانه‌ها و دیدگاه‌های پیرامون
- بر پایهٔ اعلام امیر طاهری: «بیشتر مردم عراق خواستار کالایی که رهبر جمهوری اسلامی عرضه می‌کند -یعنی حکومتی خمینی‌گرایانه- نیستند. خمینی‌گرایی نه تنها میان اکراد و اعراب سنی خریدار ندارد، بلکه در میان اکثریت شیعهٔ آن کشور نیز فاقد جذابیت است.»[۱۷]
- مارینا سرنی، نمایندهٔ مجلس و مسئول سیاست فرامرزی حزب دمکرات‌های چپ ایتالیا، سرآمدترین حزب اپوزیسیون این کشور، اعلام داشته است که: «باید از دانشجویان ایرانی که برای آزادی و مردم‌سالاری با نیروهای عقب‌گرا و مدافع خمینی‌گرایی مبارزه می‌کنند دفاع کرد.»[۱۸]
- «شمار بسیاری از ایرانیان، بر این باورند که تغییر نظام نه تنها شعار خوبی است بلکه یک استراتژی کاربردی برای نجات کشور از بن‌بستی است که خمینی‌گرایی آن را به وجود آورد.» پست العربیه در ژانویهٔ ۲۰۲۰؛ این رسانه همچنین به راه‌کار ملاها، یعنی معرفی خود به عنوان افراد ملی‌گرا پرداخت.[۱۹]